# ケンブリッジ (マサチューセッツ州)

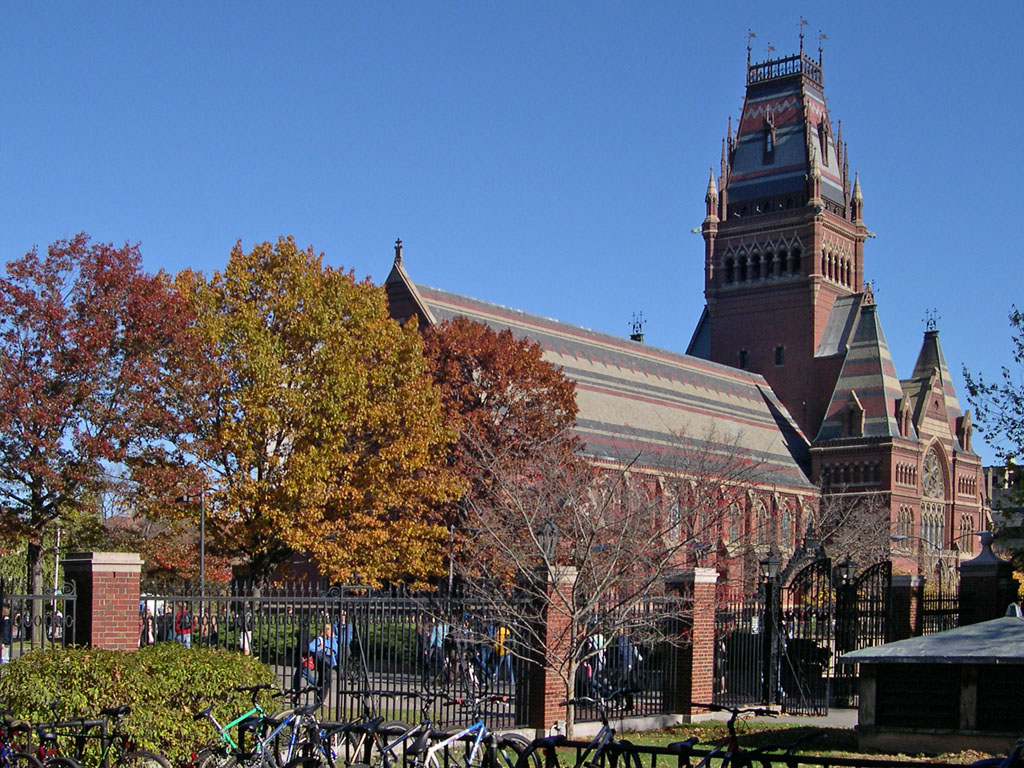
ハーバード大学

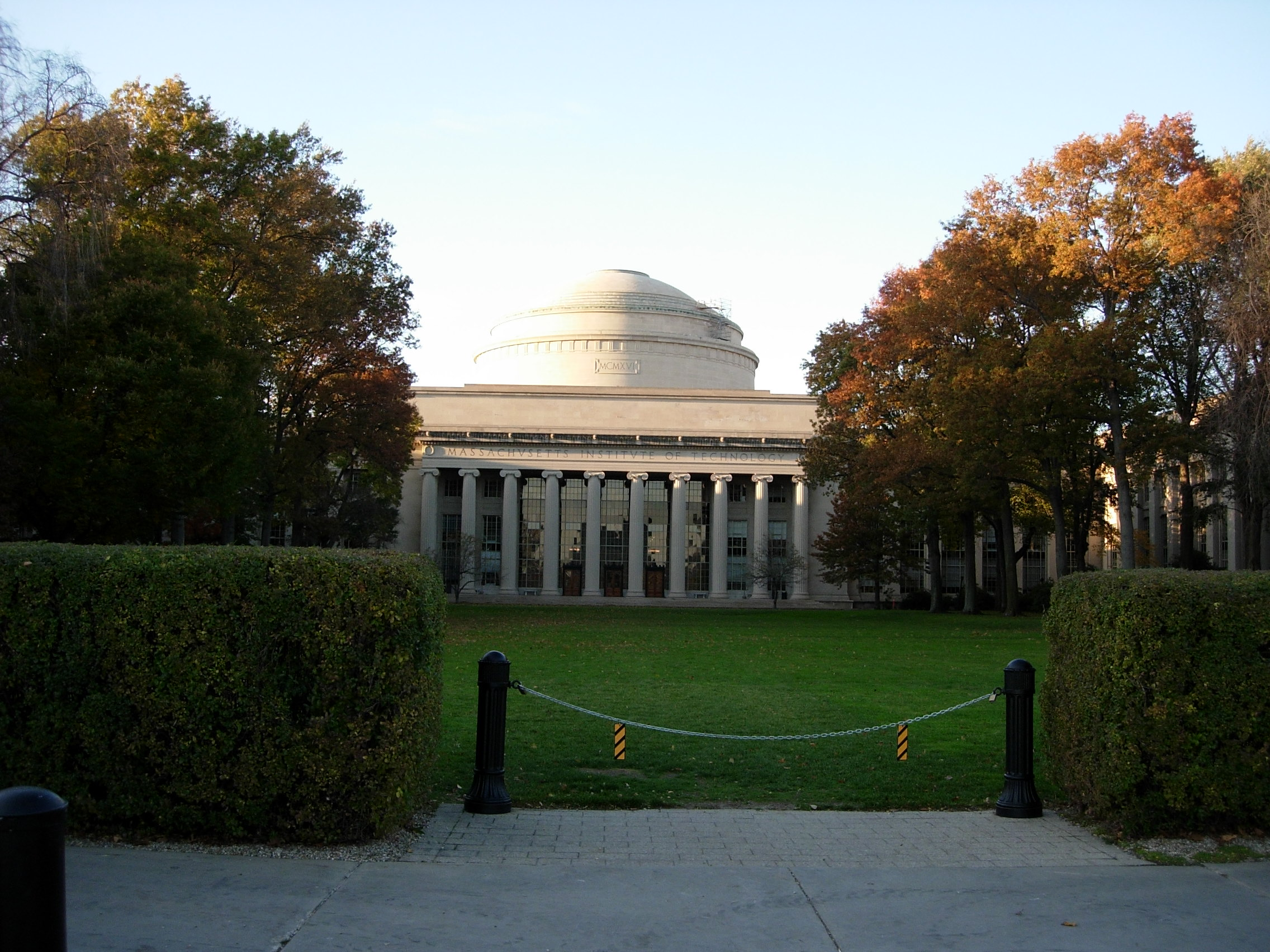
マサチューセッツ工科大学

ケンブリッジ（英語：Cambridge、漢字：剣橋）は、アメリカ合衆国マサチューセッツ州のミドルセックス郡にある都市。チャールズ川を挟んでボストンの北に位置する。市名のもととなったイギリスの同名の都市同様、全米を代表する大学都市であり、ハーバード大学やマサチューセッツ工科大学がキャンパスを構えている。人口は11万8403人（2020年）。
ケンブリッジは1997年にミドルセックス郡の郡政府が廃止されるまでは郡庁所在地であった。現在、郡の公務員は州政府のもとで働いている。

## 歴史
ケンブリッジは1630年に清教徒たちの入植地としてつくられた町で、当初はニュータウン（Newtowne）と呼ばれていた。当時マサチューセッツ湾岸にはボストンやニュータウンをはじめ、このような町がいくつもつくられていた。その6年後、1636年には牧師を養成するため、全米最初の大学となるハーバード大学がニュータウンにつくられた。翌々年の1638年、本国イギリスの大学都市ケンブリッジにちなんでニュータウンはケンブリッジと改名された。
ケンブリッジはマサチューセッツ植民地の主都ボストンに隣接する農村として成長していった。独立戦争が開戦した頃には、ケンブリッジの住民の多くはハーバード大学の近くに住んでいた。住民の多くは入植した清教徒たちの子孫であったが、中には不動産、投資、通商などで財を成したエリート層もいた。こうしたエリート層はThe Road to Watertownと呼ばれる道に沿って豪邸を建てて住んでいた。独立戦争後、こうした豪邸は売却され、戦争の功労者たちの手に渡った。
1792年にチャールズ川に橋がかけられ、ボストンとの交通路が確立されるとケンブリッジは急速に発展し始めた。1809年にはチャールズ川に2本目の橋が架けられた。川沿いの湿地帯は住宅地へと変わった。やがて市内にターンパイク（現在の高速道路の元祖）が開通した。ほぼ同時期に鉄道も開通し、ケンブリッジと郊外との交通路が確立されたことによって、郊外の村も住宅地としての急速な発展を遂げた。
1846年にはマサチューセッツ州でボストンに次いで2番目となる市への昇格を果たした。この頃、商業の中心地はハーバード大学のあるハーバード・スクエア（Harvard Square）から現在のダウンタウンであるセントラル・スクエア（Central Square）へと移っていった。
1920年頃、ケンブリッジは人口12万人を抱えるニューイングランド有数の工業都市であった。しかし1929年の大恐慌や第二次世界大戦後の産業構造の変化の中で、次第に工業都市としてのケンブリッジの地位は低下していった。一方で、ハーバード大学に加え、1912年にマサチューセッツ工科大学がボストンから移転してきたことも相まって、ケンブリッジは全米に名だたる学術都市としての地位を確立していった。
1950年代以降、市の人口は次第に減り始め、家族が郊外へと転出する一方で独身者や若い夫婦が増え、人口構成に変化が見られるようになった。20世紀終盤には、ケンブリッジはアメリカ合衆国北東部で最も家賃の高い都市のひとつであった。その家賃の高さ故に、ケンブリッジに生まれ育ち、長く居住する者が少なく、人口の流動性が激しい。現在では市の人口の4割が独身者である。

## 地理

ミドルセックス郡内の位置

ケンブリッジは北緯42度22分25秒 西経71度6分38秒 / 北緯42.37361度 西経71.11056度（42.373746, -71.110554）に位置している。チャールズ川を隔ててボストンの対岸に位置する。
アメリカ合衆国統計局によると、ケンブリッジ市は総面積18.5km2（7.1mi2）である。そのうち16.7km2（6.4mi2）が陸地で1.8km2（0.7mi2）が水域である。総面積の9.82%が水域となっている。

## 産業
19世紀から20世紀初頭にかけては工業都市としての側面が強かったが、今日ではハーバード大学やマサチューセッツ工科大学といった大学が市の主な雇用主となっている。また同市の教育・科学研究水準の高さを生かしたハイテク産業も発展しており、数社の有名企業が同市に本社を置いている。

## 教育
ケンブリッジはハーバード大学やマサチューセッツ工科大学を抱える全米屈指の学術都市である。この2校のほかには、ケンブリッジ・カレッジ（Cambridge College）、レスリー大学（Lesley University）、ロンジー音楽大学（Longy School of Music）がそれぞれケンブリッジ市内にキャンパスを構えている。
ケンブリッジ市は公立の初等教育機関12校を抱えている。公立の中等教育機関は1校だけである。しかし、ハーバード大学をはじめとする名門大学への進学を目指す私立の学校が数多く存在する。

## 交通

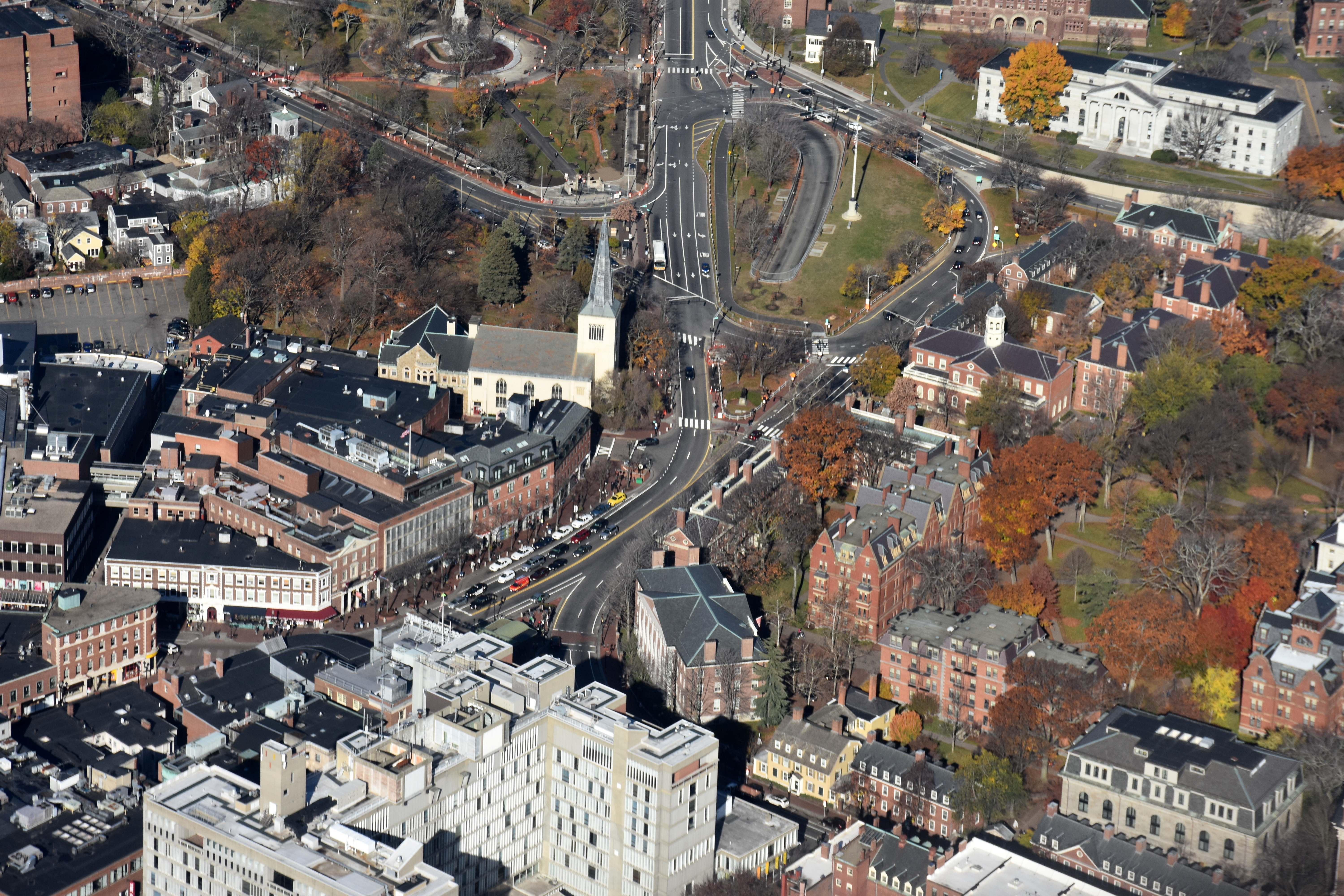
ハーバード・スクエア

マサチューセッツ湾交通局のレッドラインはケンブリッジ市内に5駅を有している。郊外のエールワイフ駅（Alewife）はレッドラインの起点であり、広大な駐車場を併設している。これはパークアンドライドと呼ばれ、ダウンタウンへの自動車の流入を抑えるために設置されているものである。郊外からの自動車通勤者やボストン都市圏への観光客は同駅の駐車場に自動車を停め、そこから地下鉄でケンブリッジやボストンのダウンタウンへ行くことができる。ケンブリッジ市当局は自転車の利用を推奨しており、チャールズ川沿いにはサイクリングロードも整備されている。
アセラ・エクスプレスをはじめとしたアムトラックの中長距離列車はボストンのダウンタウンにある南駅から利用することができる。同駅にはグレイハウンドや提携各社のバスターミナルも併設されており、ニューイングランド各地やニューヨークへのバスの便がある。
ケンブリッジを含むボストン大都市圏の玄関口となる空港はローガン国際空港である。ボストンのダウンタウンからわずか3kmに位置し、マサチューセッツ湾交通局が運行するブルーラインの駅もあるため、空港から市内への移動は便利である。

## 人口動勢
以下は2000年国勢調査による人口統計データである。
| 基礎データ - 人口: 101,355人 - 世帯数: 42,615世帯 - 家族数: 17,599家族 - 人口密度: 6,086.1人/km2（15,766.1人/mi2） - 住居数: 44,725軒 - 住居密度: 2,685.6軒/km2（6,957.1軒/mi2） 人種別人口構成 - 白人: 68.10% - アフリカン・アメリカン: 11.92% - ネイティブ・アメリカン: 0.29% - アジア人: 11.88% - 太平洋諸島系: 0.08% - その他の人種: 3.19% - 混血: 4.56% - ヒスパニック・ラテン系: 7.36% 年齢別人口構成 - 18歳未満: 13.3% - 18-24歳: 21.2% - 25-44歳: 38.6% - 45-64歳: 17.8% - 65歳以上: 9.2% - 年齢の中央値: 30歳 - 性比（女性100人あたり男性の人口） - 総人口: 96.1 - 18歳以上: 94.7 | 世帯と家族（対世帯数） - 18歳未満の子供がいる: 17.6% - 結婚・同居している夫婦: 29.1% - 未婚・離婚・死別女性が世帯主: 9.7% - 非家族世帯: 58.7% - 単身世帯: 41.4% - 65歳以上の老人1人暮らし: 9.2% - 平均構成人数 - 世帯: 2.03人 - 家族: 2.83人 収入と家計 - 収入の中央値 - 世帯: 47,979米ドル - 家族: 59,423米ドル - 性別 - 男性: 43,825米ドル - 女性: 38,489米ドル - 人口1人あたり収入: 31,156米ドル - 貧困線以下 - 対人口: 12.9% - 対家族数: 8.7% - 18歳未満: 15.1% - 65歳以上: 12.9% |

## 姉妹都市

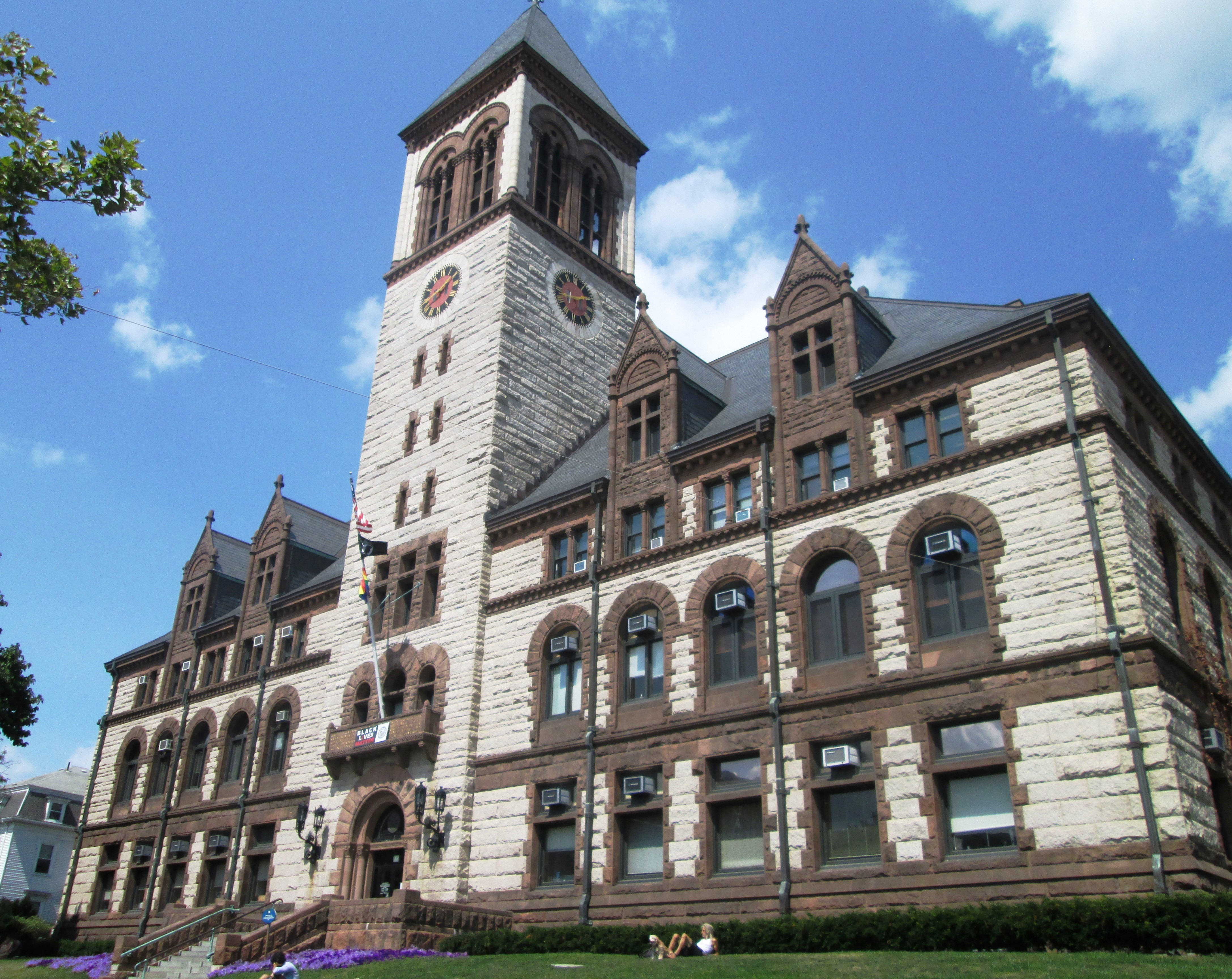
ケンブリッジ市役所

ケンブリッジは以下の8都市と姉妹都市提携を結んでいる。
- ケンブリッジ（イギリス）
- コインブラ（ポルトガル）
- シエンフエーゴス（キューバ）
- ガエータ（イタリア）
- ゴールウェイ（アイルランド）
- サン・ホゼ・ラス・フローレス（San Jose Las Flores、エルサルバドル）
- つくば市（日本・茨城県）
- エレバン（アルメニア）